# Heiko Nickel
Heiko Nickel (* 5. Februar 1962 in Flensburg) ist ein ehemaliger deutscher Fußballprofi.

## Laufbahn
Der Flensburger Nickel spielte in der Jugend zunächst beim VfB Nordmark Flensburg, ehe er über Blau-Weiß Friedrichstadt zu Holstein Kiel in die damalige Oberliga Nord (vergleichbar mit der heutigen Regionalliga) wechselte.
1982 verpflichtete ihn Borussia Mönchengladbach, und in der Saison 1984/85 gehörte er zunächst als Vertragsamateur zum Profikader. Aufgrund guter Leistungen in der Amateurmannschaft holte ihn Jupp Heynckes 1985 endgültig in die Bundesligamannschaft der Gladbacher. Dort kam Nickel jedoch nicht zum Zuge, sondern war nur Reservist.
Allerdings setzte man ihn in der DFB-Nachwuchsrunde, die die Gladbacher 1983 und 1985 gewinnen konnten.
1986 verließ Nickel wieder die Bundesliga und wechselte zurück zum SV Holstein Kiel in die Oberliga Nord. Später spielte er wieder in seiner Heimatstadt Flensburg.
2004 wurde Nickel in das Prominententeam der Nord-Ostsee-Auswahl berufen.

## Erfolge
- 1983 Sieger der DFB-Nachwuchsrunde mit Borussia Mönchengladbach
- 1985 Sieger Adi-Dassler-Pokal